# Иван Милутиновић
Иван Милутиновић Милутин (Стијена Пиперска, код Подгорице, 27. септембар 1901 — Вишњица, код Београда, 23. октобар 1944) био је југословенски комунистички револуционар, члан руководства Комунистичке партије Југославије, учесник Народноослободилачке борбе и народни херој Југославије.
Године 1923. је постао члан тада илегалне Комунистичке партије. За време студија права у Београду, активно је учествовао у револуционарном студентском покрету и био један од његових руководилаца. Касније је руководио синдикалном организацијом и организацијом Црвене помоћи, а политички је радио и у родном крају. Због револуционарног рада је био хапшен и осуђиван, а августа 1928. је био ухапшен и фебруара наредне године осуђен на шест година затвора.
За време издржавања затворске казне у Сремској Митровици и Лепоглави, активно је учествовао у борби политичких затвореника за боље услове боравка у затвору, због чега је 1934. године био осуђен на још две године затвора. Након изласка на слободу, поново се посветио партијском раду и делујући у Београду и Црној Гори. Године 1939. је био изабран за члана Централног комитета КПЈ. Од јануара до маја 1940. године је био затворен у логору у Билећи. Октобра 1940. на Петој конференцији КПЈ је био изабран за Политбироа ЦК КПЈ.
Након окупације Југославије 1941. године, као члан руководства КПЈ, учествовао је у организовању Народноослободилачког покрета (НОП). Као члан Врховног штаба деловао је најпре у западној Србији, а потом је од новембра 1941. боравио у Црној Гори, где је био командант Главног штаба НОП одреда Црне Горе. Заједно са Врховним штабом и пролетерским бригадама је јуна 1942. напустио Црну Гору и отишао у Босанску крајину, где је новембра исте године на Првом заседању АВНОЈ-а постао члан његовог Извршног одбора.
Са главнином партизанских снага, прошао је кроз борбе у Четвртој и Петој непријатељској офанзиви, на Неретви и Сутјесци, а новембра 1943. на Другом заседању АВНОЈ-а је постао члан његовог Председништва и повереник за народну привреду у Националном комитету ослобођења Југославије. У лето 1944. је боравио на ослобођеној територији Црне Горе, а у септембру је заједно са маршалом Титом отпутовао у Совјетски Савез, где је одликован Орденом Кутузова.
По повратку у Југославију, октобра 1944. је боравио је ослобођеном Банату. Након ослобођења Београда, 23. октобра је из Петровграда отишао у Панчево, где се укрцао на један шлеп и кренуо ка Београду. На Дунаву, у близини Вишњице, шлеп је наишао на заосталу немачку мину, након чега је потонуо. Том приликом, од експлозије и утапања страдало је укупно седморо лица, међу којима и Иван Милутиновић. Првобитно је био сахрањен у Алеји народних хероја на Новом гробљу, а 1948. године је пренет и сахрањен у Гробницу народних хероја на Калемегдану.
За народног хероја је проглашен 6. јула 1945. године. Од 1949. до 1992. град Беране у Црној Гори носио је у његову част назив Иванград.

## Биографија

### Породица и детињство
Рођен је 27. септембра 1901. године у засеоку Церовице, код села Стијена Пиперска, у близини Подгорице. Милутиновићи из Церовица су потицали из братства Божовића, који су од Божидара Вукотина, првог војводе пиперског. Иванов деда Вукалица Милутиновић је био барјактар, а отац Раде је умро 1914. године од рана задобијених на Скадру, док су стриц Миро и његов син Станко погинули су на Муселимовој главици. Иванова мајка Стефа је била кћерка попа Радована Марковића из Лише, а њена браћа су се школовала у Русији. Петар и Милош су студирали права у Кијеву, а Вукашин је у Харкову завршио најпре Медицински, а потом Ветеринарски факултет. Он је био учесник Октобарске револуције и сарадник и лични пријатељ Владимира Илича Лењина.
Поред Ивана, његови родитељи су имали још четворицу синова — Ђорђија, Тодора, Илију и Василија. Најстарији Ђорђије је био послат код ујака у Русију, где је уписао гимназију у Кијеву, али је као ученик четвртог разреда умро. Након смрти Ивановог оца, бригу о породици су преузели мајка и старији брат Тодор. Основну школу Иван је завршио у родном месту, а гимназију је започео у Подгорици. За време школовања у Подгорици, становао је најпре код бабе и деде, а након њихове смрти код ујака Милоша. Одјеци Октобарске револуције у Русији су након Првог светског рата стигли и до Црне Горе, где су највише захватили раднике, омладину и ђаке. Раднички дом је тада постао стециште младих, а један од посетилаца је био и Милутиновић. Као један од учесника тајних састанака подгоричких гимназијалаца, био је од стране власти принуђен да 1919. године напусти Подгорицу. Потом је отишао код свог брата Василија у Неготин, где је завршио седми разред гимназије, али је након тога одлучио да напусти школовање. Тада је отишао у Прибој и тамо се запослио као практикант. Из здравствених разлога је морао да напустио посао, па је отишао на лечење код брата Илије у Сарајево. Овде је остао до излечења, након чега је отишао у Београд.

### Студије и политичка активност на Универзитету
У Београду је наставио школовање и уписао 8. разред гимназије. Као гимназијалац-матурант, Милутиновић је 1923. године постао члан Комунистичке партије Југославије. На његово политичко опредељење посебно је утицао његов ујак Вукашин Марковић, ког је упознао непосредно по његовом доласку из Русије. Вукашин је био чест гост у кући Милутиновића, а за време илегале се скривао у њиховом дому, бежећи од жандарма.
Иван се, после завршене матуре, 1924. године уписао на Правни факултет Београдског универзитета и одмах се укључио у рад Удружења студената марксизма. Био је прочелник студената марксиста на Правном факултету, члан управе Централног већа студената марксиста на Београдском универзитету и, уједно, благајник. Био је и члан управе општег студенског удружења „Побратимство” и један од оснивача и потпредседник студенског удружења „Прогрес”, основаног 1928. године, које је окупљало све студенте, а не само марксисте.
Предавања су била основни облик рада Удружења студената марксиста, а предавачи су били познати научни радници. У дискусијама су, сем студената, учествовали писци, новинари, професори, адвокати идр. Међу предавачима су били: Сретен Стојановић, др Сима Марковић, Мика Тодоровић, др Никола Константиновић, Раде Драинац, Веселин Маслеша, Отокар Кершовани и други. Главни организатор предавања и најчешћи учесник у дискусији био је Иван Милутиновић. Његова активност у раду Удружења студената марксиста није се састојала само у организовању предавања и у дискусијама; као благајник Удружења, поред своје благајничке дужности, био је задужен и за растурање књига, брошура и часописа у београдским организацијама радника.
У годинама „Обзнане” дошло је до расцепа у, до тада јединственом, студентском покрету. Тада се створила студентска организација југословенских националиста „Орјуна”. Долазило је до честих сукоба између ове две студентске фракције, који су били оштри и крвави. У једном од обрачуна, Милутиновић је рањен. Орјунаши су га напали и гвозденом шипком ударили у главу. Обливен крвљу, склонио се у зграду Универзитета, а кад је опасност прошла, уз помоћ службеника Калуђеровића, који је ту радио, успео је да дође до Коларчеве улице код свог пријатеља Мила Поповића, чији је стан био често уточиште црногорских комуниста.
У време „Обзнане”, у данима тешким за комунисте, Иван Милутиновић је био један од централних личности „Црвене помоћи”. Одбори Црвене помоћи прикупљали су помоћ — у новцу и храни — за своје угрожене чланове и њихове породице. Посебно је била значајна помоћ за комунисте у затворима. Ниједан штрајк нити политичка манифестација нису прошли без његовог учешћа, најчешће као иницијатора и организатора. Организовао је, између осталог, и штрајк студената Правног факултета који је за декана довео професора Драгослава Јовановића, као и манифестације солидарности којима су пропраћени доласци председника Републике Чехословачке Едварда Бенеша, министра Француске Ивона Делбоса, популарног писца и хуманисте Анрија Барбиса.
Иван је повремено одлазио у Црну Гору, а боравке у родним Пиперима, је користио и за своју политичку активност, која је била нарочито интензивна приликом његовог доласка 1927. године, када су се одржавали избори за народну скупштину које је расписала влада радикално-демократског блока Вукићевић-Маринковић. Комунисти су ушли у изборе са посебном листом Републичког савеза радника и сељака. Иван је тада највише времена провео у Пиперима и на планини Лукавици. Његово присуство је допринело да већина пиперских сељака гласа за кандидата листе Републичког савеза. Радио је и са омладином и имао велики утицај на организовање и рад школске и сељачке омладине, кроз разне облике окупљања: скупове, забаве, приредбе и др. Иван је радио и на учвршћивању скојевских организација у Црној Гори. Присуствовао је конференцији Савеза комунистичке омладине Југославије у Подгорици и учествовао у писању Резолуције. Посебно се залагао за рад са сеоском омладином, с обзиром на њену бројност.
Студентски живот Ивана Милутиновића је само малим делом припадао учењу. Разапет између живота револуционара, и обавеза учења, он се определио за живот револуционара који је сматрао престижним, а свој ангажман у њему обавезним. Упркос томе, ни учење није запостављао. Налазио је времена да спрема испите, полагао је испите редовно кад је био на слободи.

### Робијање
Иван Милутиновић је био добро познат београдској полицији и агенти су га често пратили. Нарочито се на њега био окомио Светозар Вујковић. Полицијски агенти су га ухапсили 24. јануара 1928. године и затворили у Главњачи. Тада су почела тешка и дуга саслушања, која је вршио лично Вујковић. Пошто Милутиновић у почетку није ништа одговарао, у собу су ушла два батинаша, од којих је један у рукама имао волујску жилу, а други уплетену жицу, и почели да га бију. И наредних дана су уследила још драстичнија премлаћивања. У Главњачи се упознао са револуционарима Радом Вујовићем и Отокаром Кершованијем.
Ново саслушање је отпочело 7. марта и, после дуже „обраде”, Вујковић је успео да добије одговоре које је желео. Милутиновић је рекао да му књиге и часописи стижу поштом, на адресу универзитета. Ко их и одакле шаље није му познато, јер ниједан пут није загледао печат, нити адресу ко шаље. Признао је да је члан удружења марксиста на Београдском универзитету и да је идеолошки комуниста, али да није члан Комунистичке партије ни Комунистичке омладине. Тада је одељење опште управе београдске полиције доставило Првостепеном суду у Београду тужбу против Ивана Милутиновића и из полицијског затвора је пребачен у судски притвор.
Суђење по оптужници је трајало месец дана. Доказивани су наводи оптужнице: да је растурао забрањену штампу, да је у његовом стану нађен већи број књига и часописа забрањене комунистичке литературе, да се у полицији лажно бранио идр. Након суђења и извођења доказа, Првостепени суд за град Београд, 17. марта 1928. године, осудио га је по Закону о заштити јавне безбедности и поретка у држави на казну од шест месеци затвора. Казну је издржавао у Пожаревачком затвору и на слободу је пуштен 7. августа 1928. године.
По изласку из затвора, Милутиновић је у Београду радио на организацији Црвене помоћи. Запослио се у фабрици шећера на Чукарици и активно политички радио међу радницима. Крајем децембра 1928. године отишао је, по партијском задатку, у Црну Гору, а у Београд се вратио у фебруару 1929. године. Шестојануарска диктатура краља Александра Карђорђевића је прекинула сваки облик политичког деловања у земљи. Наступали су прогони и хапшења комуниста. Ухапшени су Владимир Нешић и Брацан Брацановић, секретар Покрајинског комитета КПЈ за Србију и члан ЦК КПЈ, Иванови пријатељи и најближи сарадници, који су касније ликвидирани. Смрт Брацана Брацановића посебно је погодила Ивана.
Круг деловања београдских комуниста се сваког дана све више сужавао, све теже су се избегавале полицијске потере и Иван Милутиновић је био свестан да му прети опасност. Мењао је места боравка и скривао се код својих пријатеља. Поново је ухапшен, само годину дана по изласку из пожаревачког затвора, 29. августа 1929. године. Поново се нашао у београдском полицијском затвору Главњачи. На интервенцију његовог адвоката Мирослава Стојановића, пребачен је у болницу, у Видинској улици у затвореничко одељење. У болници је провео месец дана, а онда је поново враћен у полицијски затвор, у Управи града. Три месеца након хапшења и завршене полицијске истраге, Иван је из полицијског затвора пребачен у судски притвор. Суђење је почело у фебруару 1930. године и трајало је месец дана.
Државни суд за заштиту државе у Београду осудио га је 28. фебруара 1930. године на шест година затвора. Тамновање је започео у самици затвора у Сремској Митровици. Због погоршаног здравственог стања, заузимањем његовог пријатеља, адвоката Трипка Жугића, Министарство правде је одобрило да из Сремске Митровице буде премештен у Лепоглаву, где су, наводно услови били бољи. Самица у Лепоглави у којој је био смештен била је, нешто већа, али хладнија и влажнија од оне у Сремској Митровици.
Са групом политичких затвореника, Иван је 1934. године поново премештен у затвор у Сремској Митровици. Сви су били смештени у соби шест тзв. „младићке зграде”. Услови су и овде били тешки, а погоршавали су се после сваког испада или штрајка затвореника. Иван је био организатор протеста и побуне против поступака стражара према неким затвореницима, због чега му је заједно с групом комуниста поново суђено. Против двадесет шест побуњеника подигнута је „на закону заснована” колективна оптужница, а суђење је одржано у стражарској згради и импровизованој судници. Комунисте је бранила група најугледнијих београдских адвоката, које је ангажовало руководство Партије. Ток суђења је пратио и чувени париски адвокат Етјен Мило, кога је упутила Лига за заштиту права човјека, која је, била упозната са мучењем и нељудским поступцима према заточеницима у затворима и робијашницама широм Краљевине Југославије. Иван је тада осуђен на две додатне године робије. Поред њега на додатну казну су осуђени и Радивој Давидовић Кепа, на три године, и Моша Пијаде, Бранко Соларић, Стеван Бољевић, Ђуро Пуцар, Димитрије Алексић, Борислав Војиновић, Фрањо Јеловић, Мустафа Пашић, Бранимир Фридман, Ђуро Кожар, Конрад Винигерхолц, Бранко Бујић, Антон Салај, Милорад Петровић и Момчило Ђорђевић, на две године.
Међу зидовима затвора, Иван се рвао са временом и болешћу кроз читаво тамновање. Болест му је била највећа сметња. Неколико пута му је живот висио о концу, а најкритичније је било после штрајка глађу 1936. године. Интервенцијом својих пријатеља, а највише адвоката Трипка Жугића, упућен је на лечење у Београд. После тромесечног лечења и опоравка, враћен је у Сремску Митровицу.
За време робије стално је учио и радио. Посебно се занимао за изучавање економских и националних проблема, а нарочито сељачког питања. Као члан затвореничког комитета руководио је секцијом и био предавач на „Црвеном универзитету” из те области. „Црвени универзитет” је био својеврсна партијска школа која је припремала комунисте за даљи партијски рад. У тишини и узаном простору ћелије — самице, радили су Отокар Кершовани, Огњен Прица, Моша Пијаде и Иван Милутиновић.

### Политички и револуционарни рад
После осам година робије, 27. августа 1937. године, Иван Милутиновић је изашао на слободу. Тада је са својом дугогодишњом девојком Милицом Узелац, отпутовао код брата Василија у село Вртиште, код Ниша, где су се и венчали 12. септембра 1937. године. Своју супругу Милицу, службеницу у Савезу банкарских и индустријских радника, Иван је упознао, 31. децембра 1927, на дочеку нове 1928. године. Због Ивановог хапшења, почетком 1928. године, нису се видели све до августа исте године, када су се случајно срели на Теразијама. Милица га је потом, када је поново ухапшен 1929. године, посећивала и слала му пакете са храном, преобуком и новцем.
Иван је 2. новембра отишао у Црну Гору. Пут у Црну Гору није била само жеља да види завичај, остарелу мајку, брата и пријатеље, већ је желео и да својим искуством помогне црногорским комунистима у обнови и јачању партијских организација. Најпре је боравио у Подгорици и Пиперима, а онда је отишао у Тиват, код свог брата Илије. Боравак у Рисну је искористио да се, у личним контактима са људима, упозна са политичким приликама у Боки которској. Активно је учествовао у политичком животу, агитовао за свог пријатеља Николу Ђурковића и потпомагао његову кандидатуру за председника општине. Крајем децембра 1937. године вратио се у Београд и живео је у стану у Земуну, у који се његова жена Милица преселила непосредно пре његовог доласка. Активно је наставио са партијским радом и радом у Црвеној помоћи. Полиција је и даље пратила Ивана, али је он, захваљујући све широј мрежи сарадника и илегалних веза, успевао да им избегне. Све мање времена је проводио у Београду, неколико пута је одлазио у Црну Гору, Словенију и Хрватску.
У време парламентарних избора 1938. године отишао је у Црну Гору и активно политички деловао у изборној борби, која је дала прилику црногорским комунистима да од опозиције добију пристанак да као самостална политичка странка буду на њиховој изборној листи. Иван је сарађивао са члановима Покрајинског комитета КПЈ за Црну Гору на превазилажењу кризе у Партији која је настала после тзв. „дубровачке провале” 1936. године, када је ухапшено 300 комуниста, а велики број емигрирао или прешао у илегалност.
Маја 1938. године Иван је отишао у Словенију, где је на земаљском саветовању КПЈ одржаном испод Шмарне горе представљао партијску организацију Црне Горе. На овом саветовању примљен је у чланство Централног комитета КПЈ. У Црну Гору се вратио августа 1938. године и присуствовао Седмој покрајинској конференцији КПЈ за Црну Гору, Боку, Косово и Метохију и Санџак у селу Врањицке Њиве, код Подгорице. Учествовао је у припреми и раду ове конференције, а имао је и великог удела у писању Резолуције.
Иван је 2. јануара 1940. године позван у полицију и ухапшен. Ту у затвору „Главњаче”, поред осталих, затекао је Мошу Пијаду и Иву Лолу Рибара. Сутрадан су везани ланцима у пару по два, и одвезени до железничке станице у Топчидеру одакле су возом, два дана и две ноћи, путовали до Билеће. У Билећи су били затворени у концентрационом логору који се налазио у преуређеном војном утврђењу које је изграђено још у време Аустро-Угарске, ради одбране границе према Црној Гори. Жандамеријски поручник Терзић, донео је инструкцију „да комунисте у логору треба подврћи најгрубљем режиму, провоцирати да се буне и, као бунтовнике, у одбрани државног поретка — убити”. Према инструкцији је направљено правило који је, између осталог, давао право стражарима да убију логораша за најмањи преступ, а да за то не одговарају, јер су логораши били стављени ван закона. Првог дана када су им саопштена правила логораши су се побунили. Тада је основан и логорашки комитет на чијем је челу био Иван. Под притиском јавности, који је постајао све већи, не само да се услови живота у Билећком логору побољшају, већ да се тај и сви други логори укину, Иван Милутиновић је, са осталим логорашима, 16. маја 1940. године пуштен из логора у Билећи, који је неколико месеци касније укинут. Из Билеће прво је отишао за Подгорицу, а потом за Београд.
По изласку из логора у Билећи, пред Иваном Милутиновићем су се налазили нови партијски задаци, а један од најзначајнијих је био Пета земаљска конференција КПЈ. Сав свој рад, Иван је тада усмерио на њено припремање, стално путујући између Београда и Подгорице, Београда и Загреба, а отишао је и на Косово и Метохију. Посебну пажњу је посветио припремама комуниста Црне Горе: организовао је проширени пленум Покрајинског комитета КПЈ за Црну Гору у Момишићима, код Подгорице и Осму покрајинску конференцију ПК КПЈ за Црну Гору, Косово, Метохију и Санџак која је одржана у Барама Жугића, на Дурмитору, 10. августа 1940. године, уз присуство генералног секретара КПЈ Јосипа Броза Тита.
Осма покрајинска конференција је била једна у низу припремних конференција за Пету земаљску конференцију. Скуп је трајао три дана, а говорио је готово сваки делегат. Иван је тада изнео реферат о раду комуниста на селу, о повезивању села и града и о укључивању свих у јединствени фронт. Трећег дана рада изабрано је 10 делегата за Пету земаљску конференцију. Иван је потом отишао у Загреб, где је 8. септембра 1940. године, присуствовао Шестој земаљској конференцији СКОЈ-а, на којој је изабран Централни комитет СКОЈ-а и делегати за Пету земаљску конференцију.
Пета земаљска конференција КПЈ, која је имала значај конгреса одржана је у загребачком предграђу Дубрави од 19. до 24. октобра 1940. године. Учешће Ивана Милутиновића у припремама, као и допринос у раду конференције, су били велики. Био је задужен за обезбеђење зграде, прихват делегата и њихов смештај, набавку хране и друго, а на конференцији је поднео реферат о раду Партије на селу. На крају петог дана конференције биран је Централни комитет, а Иван је тада изабран за члана Политбироа ЦК КПЈ. После завршетка конференције, Иван је из Загреба отишао у Београд, а одатле за Косово, где је присуствовао пленуму Обласног комитета КПЈ за Косово и Метохију. Крајем исте године присуствовао је Шестој покрајинској конференцији КПЈ за Србију.
Крајем 1940. године, Иван је, због страха од новог хапшења, прешао у Загреб, где је живео илегално све до напада Сила осовине на Краљевину Југославију. Повремено је илегално долазио у Београд, кад су то захтевали партијски задаци. Кад му је била потребна курирска веза између Београда и Загреба ту је била његова жена Милица и рођак Војин Мрчарица. Два дана уочи напада на Краљевину Југославију боравио је у Београду, одржао састанак са руководећим комунистима Србије, и увече отпутовао у Загреб.

### Априлски рат и окупација
Напад Нацистичке Немачке на Краљевину Југославију Ивана је затекао у Загребу. Слушајући радио-вести, чуо је за бомбардовање Београда. У Загребу је 10. априла присуствовао седници најужег руководства КПЈ. По одлуци Политбироа ЦК КПЈ, Иван је кренуо, преко Лике и Херцеговине, за Црну Гору, да помогне у организовању отпора. До Врховина је путовао возом, али је због уништене пруге морао наставити пешке, па потом бициклом, а онда опет пешке преко Велебита. Вест о капитулацији затекла га је у близини Книна. Тада је пут за Црну Гору постао исувише опасан, па је Иван кренуо према Сарајеву, где му је живео брат Илија. После краћег задржавања у Сарајеву, вратио се у Београд.
Знајући да му прети опасност од полиције, Иван је, сигурности ради, често мењао станове. За двадесет дана променио је десет станова. Током боравка у Београду повезао се са руководећим комунистима, састајао се и разговарао са њима, планирао акције и др. Почетком маја 1941. године, Иван се из Београда запутио у Загреб, где је присуствовао Мајском савјетовању КПЈ, на коме су донесене значајне одлуке: решено је да треба радити на прикупљању патриотских снага за борбу против окупатора и да се формирају војни комитети при партијским руководствима.
По повратку у Београд, где је убрзо прешао и читави Централни комитет, Иван је чинио све да се одлуке Мајског саветовања КПЈ спроведу у дело: руководио је земаљским саветовањем организације Народне помоћи, почетком јуна; на дан напада Трећег рајха на Совјетски Савез, 22. јуна, присуствовао је састанку ЦК КПЈ у Молеровој улици, а 4. јула је на састанку Проширеног Политбироа ЦК КПЈ на Дедињу, у кући Владислава Рибникара, када је донесена одлука о подизању устанка.

### Устанак 1941. године
Ради синхронизације у организовању отпора, у све покрајине упућени су поједини чланови ЦК КПЈ са ванредним овлашћењима. Поред бројних послова које је тих дана обављао, Иван је био задужен и за финансије Централног комитета. Једно краће време је био задужен и за штампарију и технику ЦК КПЈ. Радио је даноноћно, свестан свих опасности које га вребају на улицама окупираног Београда.
Пошто је даљи опстанак чланова ЦК КПЈ у окупираном Београду био све тежи и опаснији, због све чешћих рација и блокада, Политбиро ЦК КПЈ је променио ранију одлуку да центар оружаног устанка буде Београд и прешао је на слободну територију западне Србије. Иван Милутиновић је са Ивом Лолом Рибаром, Александром Ранковићем Марком и још неколико другова, 18. септембра 1941. године напустио Београд. Тог дана Иван се последњи пут видео са својом супругом Милицом. Запутили су се преко Чукарице и Жаркова, са лажним четничким легитимацијама, сви у сељачким ношњама сем Ивана који је био у енглеском цивилном оделу, са шеширом и црним наочарима. Кренули су у сусрет устаницима око ослобођеног Крупња.
После два дана путовања, стигли су у Крупањ. Неколико дана потом, 26. септембра 1941. године, Иван је присуствовао војно-политичком саветовању у Столицама, код Крупња. Ту се срео са друговима са робије, из логора и илегалног рада. На саветовању Иван је изабран у чланство Врховног штаба Народноослободилачких партизанских одреда Југославије. После саветовања Врховни штаб је, преко Мачковог камена и Љубовије, прешао у ослобођено Ужице, које је постало центар једине слободне територије у окупираној Европи. У Ужицу се Иван посебно ангажовао да се по сваку цену избегне сукоб са четницима и спречи грађански рат. Са Сретеном Жујовићем Црним је отишао у Ужичку Пожегу и тамо покушавао да спречи сукоб и усклади однос између партизана и четника.
О Тринаестојулском устанку и борбама које су водиле у Црној Гори Иван је чуо још у Београду, али какво је стварно стање на терену није знао, јер су везе између Црне Горе и Београда биле јако слабе. Нешто јаснију слику о политичкој ситуацији и борбама црногорских партизана добио је у Ужицу, када је у Врховни штаб стигао званични извештај о догађајима у Црној Гори. У извештају се говорило о општенародном устанку, али и о његовом јењавању, што је догађаје чинило јаснијим, али не и до краја јасним. Тада је Врховни штаб упутио Ивана у Црну Гору „да испита стање и поднесе тачан и исцрпан извештај”. Добио је широка овлашћења, али и одговорне задатке.
Као делегат Врховног штаба требало је да замени дотадашњег делегата Милована Ђиласа: да отклони извесне грешке настале у дотадашњем развоју устанка; да црногорском руководству пренесе закључке саветовања у Столицама и да их заједно са њима спроведе у дело; да консолидује и развије већ постојеће органе власти и друго. Међу најзначајније задатке је стављена реорганизација постојећих и мобилизација нових војних јединица. Од дотадашњих одреда који су били везани за одређене територије требало је створити покретне јединице које би дејствовале у било којем делу земље. Због тога је било неопходно повезивање са Србијом и њеним устаничким јединицама. Требало је мобилисати око 3.000 бораца који би били спремни да напусте Црну Гору и што пре их упути у Србију.

### Делегат Врховног штаба и ЦК КПЈ у Црној Гори
Иван Милутиновић је 5. новембра 1941. године, преко Санџака, стигао из Ужица у Црну Гору, у Штаб црногорских устаничких снага који се налазио у селу Гостиљу. Одмах по доласку предузео је све што је било потребно да се одлуке саветовања у Столицама спроведу у дело. Издао је упутства за формирање мобилизацијских спискова и организацију партизанских јединица; утврдио бројно стање јединица и наоружања; дао наређења о поступку са ратним заробљеницима; прописао начине стварања Народноослободилачких одбора и др. Уместо Штаба партизанских герилских одреда, 20. октобра 1941. године, образован је Главни штаб Народноослободилачких партизанских одреда за Црну Гору и Боку, а за његовог команданта је постављен Иван Милутиновић.
Посебну пажњу је посветио решавању кључног задатка — мобилизацији бораца за одлазак у Санџак и Србију. Чланове Главног штаба је упутио на терен да, у највећој тајности, спроведу мобилизацију. Убрзо су у Главни штаб стизали курири из свих крајева и јављали да се за Црногорски одред, како су га назвали, јавио много већи број добровољаца него што је било потребно. Покрет јединица Црногорског НОП одреда за операције у Санџаку је почео 20. новембра, а 1. децембра 1941. године, отпочео је кобни напад на Пљевља. Вођене су жестоке вишечасовне борбе. Напад није успео, а Одред је претрпео велике губитке — 214 погинулих и 275 рањених бораца. После пораза на Пљевљима, већина Одреда, њих око 1.500 бораца, остало је у Санџаку, а други мањи део, око два батаљона, кренуо је у сусрет партизанима из Србије и, 21. децембра 1941. године, у Рудом ушао у састав Прве пролетерске ударне бригаде.
Почетком 1942. године четнички покрет је у Црној Гори био у експанзији, а Ђорђије Лашић је у свом прогласу позивао на борбу против партизана. Иван је, с обзиром на пораст четника, био свестан да четнички покрет неће бити могуће поразити ако му се не зада политички ударац. Припремио је и сазвао Острошку скупштину родољуба Црне Горе и Боке, која је представљала „историјску карику и један од преломних догађаја прве етапе Народноослободилачке борбе у Црној Гори”. Острошка скупштина одржана је у манастиру Острогу, 8. фебруара 1942. године. Иван је одржао уводни реферат, говорио је о борбама и победама партизана, о издаји четника, о значају народног јединства, о Народноослободилачким одборима и о потреби да се сви они уједине у један, на скупштини изабран, Народноослободилачки одбор за Црну Гору и Боку од 22 члана. Проглас са скупштине у Острогу штампан је у 3.500 примерака и послат у све крајеве Црне Горе, а око 1.000 примерака на неослобођене територије.
Марта 1942. године Врховни штаба НОП одреда Југославије је извршио реорганизацију Главног штаба НОП одреда Црне Горе и Боке, а Централни комитет КПЈ је сменио читаво руководство Покрајинског комитета КПЈ за Црну Гору. Пролеће и почетак лета 1942. године били су најкритичније време за Народноослободилачки покрет у Црној Гори. Партизанске јединице су притиснуте и сабијене на малом, пасивном и за борбу неподесном простору, на северу Црне Горе. У тим условима нису могле остати и морале су се повући у правцу источне Босне, где се налазила Главнина снага Народноослободилачке војске са Врховним штабом. Иван је, упркос тешкој ситуацији, тих дана радио на организацији конференције родољуба, попут оне у Острогу. Обавестио је Врховни штаб 4. јуна, да је одлучено да се одржи скупштина црногорских и бокељских родољуба 14. јуна у селу Горанском, код Никшића. Међутим, покрет партизанских снага из Црне Горе онемогућио је одржавање скупштине у Горанском, па је она одржана 16. јуна на Тјентишту, у селу Мркаље. Скупштини је присуствовало 38 делегата од 80 позваних. Многи се нису могли пробити кроз непријатељске обруче, али су сви накнадно потписали усвојену резолуцију.
Од партизанских јединица које је Иван довео у источну Босну, формиране су Четврта и Пета пролетерска црногорска бригада. Као шеф економског одсека Врховног штаба, он је улагао напоре за обезбеђење, организацију и снабдевање војске, упркос томе што је наилазио на велике тешкоће због сталних покрета Народноослободилачке војске и офанзиве непријатеља. У октобру 1942. године обишао је Шипово, Купрес и Гламоч, где се последњи пут видео с братом Илијом, који је дуго боловао, и непосредно после тога и умро.

### Стварање АВНОЈ-а и његово Прво заседање
Јачањем Народноослободилачке војске, стварањем дивизија и корпуса, ширила се и слободна територија. Крајем новембра и почетком децембра, партизани су контролисали једну петину Југославије, а на ослобођеној територији око Бихаћа створена је „Бихаћка република”. Тада је одлучено да се оснује политичко тело које ће представљати врховну револуционарну и народну власт — Антифашистичко веће народног ослобођења Југославије (АВНОЈ). Иван је заједно са Ивом Лолом Рибаром, Веселином Маслешом, Мошом Пијадом и др. Иваном Рибаром припремао Прво заседање АВНОЈ-а. Поред припрема материјала за заседање, Иван је дочекивао делегате, бринуо о њиховом смештају и исхрани.
Прво заседање АВНОЈ-а одржано је 26. новембра 1942. године, у дворани женског манастира, у Бихаћу, у присуству делегата из свих крајева земље. Међу четрнаест већника црногорског народа био је и Иван. На почетку заседања је био најпре изабран у радно Председништво заседања, а потом у Извршни одбор АВНОЈ-а и био задужен за рад Привредно-финансијског сектора. Обилазио је слободну територију, повезивао се са командама места и подручја, са Народноослободилачким одборима, присуствовао састанцима, конференцијама, митинзима, као и зборовима у Слуњу, Раковици, Дрежнику и др.
У часовима предаха одлазио је у замак Острожац и дружио се са Владимиром Назором и Иваном Гораном Ковачићем. Кад није био на терену, Иван је редовно присуствовао седницама Извршног одбора АВНОЈ-а, а налазио је времена и да држи предавања у Дому културе у Бихаћу. Присуствовао је партијском саветовању Окружног комитета КПЈ за Бихаћ и, као гост, конференцији АФЖ-а и Првом заседању УСАОЈ-а, а у Ливну изборној скупштини Народноослободилачког одбора Далмације. На Иванову иницијативу био је расписан Народни зајам. Обавезнице зајма су растуране на ослобођеној, али и на окупираној територији, што је имало велико дејство. Финансијски ефекат зајма у ратној оскудици био је значајан, али политички и мобилизаторски ефекат је био још значајнији. Зајам је расписан у висини од пет стотина милиона динара, а обавезнице су штампане у вредности од сто до пет хиљада динара.

### Четврта и Пета непријатељска офанзива
С почетком Четврте непријатељске офанзиве Иван Милутиновић је из Бихаћа, с члановима Врховног штаба и Извршног одбора АВНОЈ-а, кренуо на пут који је водио преко Радуше, Прозора, Неретве, Прења, Херцеговине, Дурмитора, Пиве, Вучева и Сутјеске. По преласку Раме, одлуком Врховног штаба, био је задужен да води најужи део Извршног одбора АВНОЈ-а и брине о старом и оболелом песнику Владимиру Назору. Група, коју је Иван предводио, је после много тешкоћа стигла на Неретву, а потом наставила преко залеђеног Прења и пробила се у Црну Гору. Иван је одмах по доласку у Црну Гору ступио у везу са црногорским комунистима и родољубима. Одржавао је зборове народа и подстицао борбени дух црногорског народа. Учествовао је на митингу поводом 1. маја у Жабљаку и присуствовао конференцији првака Демократске и Земљорадничке странке у Пиви.
За време Пете непријатељске офанзиве, главнина снага Народноослободилачке војске Југославије се нашла у окружењу, па је Врховни штаб НОВ и ПОЈ одлучио да се подели у две групе. Главнина са Врховним штабом је кренула у пробој преко реке Сутјеске за источну Босну. Иван је тада остао са другом групом и заштитницом Централне болнице. Трећа ударна дивизија која је тада остала са хиљадама рањеника, болесника и немоћних, тражила је излаз и после дугог оклевања одлучила да крене преко реке Пиве, Вучева, Сутјеске и Зеленгоре за Главнином и Врховним штабом.
После преласка реке Пиве, код Горњег Крушева, избили су на плато Вучева, где су застали да се одморе, превију ране и нахране. Уместо воде служио им је неотопљени снег. Остатак ноћи провели су да се макар мало одморе, окрепе и поврате снагу која им је била потребна да наставе даље. У свитање је дошло до нове невоље када су немачки авиони почели с бомбардовањем. Том приликом је смртно рањен Нурија Поздерац, потпредседник Извршног одбора АВНОЈ-а, који је убрзо преминуо. Бајонетима су ископали раку и сахранили га на врх Драгош Седла. Смрт Нурије Поздерца, много је потресла Ивана, јер му је овај у аманет оставио сина Салка. Колона је наставила даље, али само ноћу, јер би сваки покрет по дану био примећен.
Тражећи излаз из тешке ситуације, схватило се да оптерећени тешким рањеницима даље не могу. Иван је, делећи тешку одговорност са Милованом Ђиласом, делегатом Врховног штаба, донео одлуку: Тешке рањенике склонити у скривене пећине, камуфлирати у шуми, са болничарима који ће знати гдје су и превијати их. Са онима који могу да јашу и да се крећу наставити напоран и далек пут. Штаб Треће ударне дивизије са Централном болницом се 12. јуна налазио на Драгаш Седлу, a пут којим су намеравали да иду запоселе су јаке немачке снаге, па је туда било немогуће проћи. У дилеми која је настала, настало је више предлога, а усвојен је Иванов предлог да се преко Сутјеске и Волујака иде у Изгоре, у Херцеговину. Командант Треће дивизије Сава Ковачевић одмах је издао усмену наредбу да се Сутјеска мора прећи. Са доласком ноћи почео је покрет по планинском беспућу. По преласку Сутјеске, набујале од великих киша које су тих дана непрестано падале, главнина дивизије са рањеницима је покушала пробој одмах иза Далматинаца који су већ били прошли, али није успела. Пропао је и други покушај пробоја 13. јуна, у коме је погинуо командант Треће дивизије Сава Ковачевић. Иван, који је био у непосредној близини, наредио је да му се одмах скину ознаке чина, како га непријатељ не би препознао и скрнавио његов леш, јер за сахрану није било ни времена ни могућности. Прекрили су га само опалим лишћем.
Трећа ударна дивизија је била разбијена и проређена. Преостали борци су се почели пробијати у мањим групама. Приликом пробоја, наилазили су на јаке немачке заседе. Пробијајући се под најтежим могућим условима кроз прашуме Перућице, преко врлети Маглића и Волујака, Иван је, са групом од неколико стотина бораца, стигао у херцеговачко село Горње Изгоре. Пристизале су и друге групе које су се од Изгора повлачиле различитим правцима. Делови Треће пролетерске санџачке, Пете пролетерске црногорске и мањи делови Десете херцеговачке и Прве далматинске ударне бригаде потражили су спас и предах у алугама Перућице и Сушког потока, одакле су се по групама, преко Маглића и Волујака, пребацивали ка Изгорама. У договору са Милованом Ђиласом, који се са једном од група, такође, срећно извукао из окружења, одлучено је да се Иван са делом бораца врати у Црну Гору, а да Милован Ђилас и Радован Вукановић, са остатком бораца, крену према источној Босни, где се налазио Врховни штаб НОВ и ПОЈ.

### Поново у Црној Гори
На путу за Црну Гору, Иван је био са групом бораца, којој су се успут придруживали и они који су се сами или по групама од три до четири, враћали са Сутјеске. Пролазили су планинским беспућима, а и кроз насеља где је непријатељска офанзива оставила пустош. Уплашено становништво се још увек крило по шумама и пећинама. Иван је сматрао да би пролазак групе бораца кроз крајеве које је контролисао непријатељ било изгубљено време ако не би било пропраћено борбеним акцијама. Под његовим руководством одиграле су се акције: диверзија на железничкој прузи између Трубјеле и Никшића, борба код Дреновштице, покушај заузимања Острога, сусрет и борба са четницима код Винића и др. У катуну Вукотице, где је стигао после свих ових акција, одлучио је да се, у интересу безбедности и лакше исхране, поделе у мање групе, које ће свака поћи на свој терен.
Иван је тада провео неколико дана у родним Пиперима. Свакодневно је одржавао састанке у Ивачевом долу, Убалацу, Ријеки Пиперској, Трмању и др. На Пониквици се састао и са представницима Главног штаба НОВ и ПО Албаније и ЦК КП Албаније. У овом периоду, радио је на, повезивању група и појединаца, разбијених по разним теренима и неповезаних, и њиховом организовању у јединствени Народноослободилачки покрет. Од бораца четвртог батаљона Пете пролетерске црногорске бригаде и делова других јединица који су се после Сутјеске вратили у Црну Гору, и нових бораца, формиран је, у августу, у Дубравицама, у подножју Каменика, батаљон који је касније ушао у састав Пете пролетерске бригаде. Већ 2. септембра батаљон се, на пиперској планини Лукавици, сукобио са Немцима и разбио један њихов одред.
После капитулације Италије у име Главног штаба НОВ и ПО Црне Горе и Боке упутио је команди италијанских трупа ултимативну поруку:
Данас у 22,15 часова лондонски радио објавио је безусловну капитулацију Италије према Савезницима… С обзиром да смо и ми, Народноослободилачка војска и партизански одреди Југославије, савезници Совјетске Уније, Енглеске и Америке и да смо од њих признати, још у јуну мјесецу, када су Енглеска и Америка послале представнике код нашег Врховног штаба НОВ и ПОЈ, то вас овим обавјештавамо да сте обавезни да цјелокупну ратну опрему и наоружање предате нама… У исто вријеме вас обавјештавамо да можете слободно сви, италијански војници са свим командним особљем прелазити на нашу страну, а ми вам гарантујемо да вам се неће ништа десити, већ да ћете бити, у споразуму са Савезницима, пребачени у Италију…
Капитулација Италије створила је велике проблеме — бројно мале партизанске снаге требало је да изврше озбиљне задатке око предаје и разоружања италијанске војске. Убрзо затим у Црну Гору је дошао Други ударни корпус НОВЈ. Италијани су се масовно предавали, а пред генералом Пеком Дапчевићем је стајала постројена читава италијанска дивизија под оружјем. Тада се Народноослободилачка борба поново развила у Црној Гори. Иван је 14. октобра 1943. године, у Беранама, учествовао у оснивању Среског народноослободилачког одбора, првог у Црној Гори. Истога дана, на великом народном збору, говорио је о развоју Народноослободилачке борбе и присуствовао смотри новоформираног Беранско-андријевачког партизанског одреда, који је касније ушао у састав Четврте пролетерске црногорске пролетерске бригаде.
Успеси НОБ-а у Црној Гори од капитулације Италије били су велики: створена је пространа слободна територија и на њој успостављена народна власт; италијанске јединице или су биле разоружане, или су се прикључиле партизанима; четнички покрет је био обезглављен убиством Блажа Ђукановића и Баја Станишића у Острогу. Тада су били створени сви услови за конституисање Земаљског антифашистичког већа народног ослобођења Црне Горе. Милутиновић је са Иницијативним одбором активно учествовао у оснивању Земаљског антифашистичког вијећа народног ослобођења Црне Горе и Боке (ЗАВНОЦГБ). Оснивачка скупштина је одржана 15. и 16. новембра 1943. године у Колашину, у згради гимназије. На скупштини је изабран ЗАВНО Црне Горе и Боке, као највиши орган народне власти; Извршни одбор ЗАВНОЦГБ-а, са председником др. Ником Миљанићем и три потпредседника: Божом Љумовићем, Јованом Ћетковићем и Петром Томановићем, као и делегати за Друго заседање АВНОЈ-а.

### Друго заседање АВНОЈ-а
Иван Милутиновић је предводио групу од једанаест црногорских делегата на Другом заседању АВНОЈ-а. Пут ка Босанској крајини, дуг 300 километара, водио их је по планинским беспућима, између непријатељских упоришта, преко ослобођене и неослобођене територије. Пут од Колашина до Јајца био је пун препрека, трајао је седамнаест дана. Кроз беспуће, временске непогоде, крајеве под контролом окупатора, од Колашина преко Мојковца, Пљеваља, Превиша, Пивског манастира, Равног, Гацка, Борачког језера, Главатичева, Рибара, Омоља, Прозора, Горњег Вакуфа и Бугојана, па све до Јајца.
Друго заседање АВНОЈ-а одржано је 29. и 30. новембра 1943. године, у згради Дома културе у Јајцу. Иван Милутиновић је био члан радног Председништва. Заседање је донело низ важних одлука, а најзначајнија је, била одлука о оснивању Националног комитета ослобођења Југославије (НКОЈ). Иван је на заседању изабран у чланство НКОЈ-а, као повереник за народну привреду и заменик повереника за финансије. Дан уочи заседања АВНОЈ-а, 28. новембра 1943. на Гламоч пољу је погинуо Иво Лола Рибар. Ову тужну вести о погибији сина, др. Ивану Рибару, председнику АВНОЈ-а, одмах по завршетку заседања, саопштио је Јосип Броз Тито. Вест о погибији и другог сина, Јурице, који је погинуо неколико недеља раније, код Колашина у борби с четницима, др. Ивану Рибару саопштио је Иван Милутиновић, на Лолиној сахрани.
Као повереник за народну привреду у Националном комитету, Иван је и поред тешких ратних прилика прикупљао податке о ратом уништеној привреди. Користио је штуру евиденцију Народноослободилачких одбора о величини штете коју је окупатор починио. У Дрвару који је, после пада Јајца, био седиште ЦК КПЈ, Врховног штаба и Националног комитета, Иван је обилазио Народноослободилачке одборе, присуствовао састанцима у граду и околини, а повремено и држао предавања у Партијској школи Врховног штаба. Као гост је присуствовао и Другом конгресу УСАОЈ-а одржаном од 2. до 4. маја 1944. године у Дрвару. После немачког десанта на Дрвар, Иван је, с осталим члановима Врховног штаба и НКОЈ-а, уз помоћ Савезника прешао на острво Вис.
Свој боравак на Вису Иван је испунио свакодневним радом, са својим сарадницима из повереништва за финансије — Душаном Сернецом, Станком Даниловићем, Антом Церинићем и Обреном Благојевићем. Био је иницијатор закона о одузимању ратне добити и интензивно је радио на тезама будућег закона. На Вису је дошао и на замисао о замени новца. Питање замене новца није било само финансијско, него и политичко питање. Требало је онемогућити настојање емигрантске владе у Лондону да у југословенским земљама пласира свој новац, пре него што буду готове нове новчанице. Услед недостатка технике за штампање, први новац Нове Југославије штампан је у Москви, још за време рата. То је, уз остало, био и разлог Ивановог боравка у Совјетском Савезу.

### Последњи пут у Црној Гори
Са Виса је Иван Милутиновић отпутовао у Колашин, на прославу трогодишњице Тринаестојулског устанка, 13. јула 1944. године. Колашин, који је у току Народноослободилачке борбе 25 пута ослобађан, био је центар славља. Прослава трогодишњице устанка у Црној Гори почела је свечаним заседањем ЗАВНО-а Црне Горе и Боке, у згради гимназије, а настављена полагањем венаца на Брези и великим збором народа и војске у Смаилагића Пољу, недалеко од Колашина. На Трећем заседању ЗАВНО Црне Горе и Боке, у чијим припремама је учествовао и Иван, донесена је одлука, у складу Другог заседања АВНОЈ-а, о претварању ЗАВНОЦГиБ у Црногорску антифашистичку скупштину народног ослобођења (ЦАСНО), која се конституисана у највише законодавно и извршно тело Црне Горе. На крају заседања изабрано је и Председништво ЦАСНО-а, у чијем чланству је био и Иван.
Иван Милутиновић је у Колашину 14. јула 1944. године одржао говор о федерализацији Југославије на Трећем редовном заседању Земаљског антифашистичког већа народног ослобођења Црне Горе и Боке, којом приликом је изнео став да је сваки народ у Југославији „свој господар”, посебно се осврћући на стварање федералне јединице Црне Горе:
Према томе, стварањем федералне Црне Горе никако се не умањује јединство и љубав Црногораца према српском народу. Напротив, јединство је чвршће, љубав је још већа, јер постоји на добровољној основи, и равноправној заједници - Федеративној Југославији. Данашњим одлукама, ви, другови, стварате слободну Црну Гору у саставу Федеративне Југославије. Да ли нас та одлука обавезује, да се ње увијек држимо. Не! Она је само потпуно остварење нашег права које нам је загарантовано одлукама. Друго засједање АВНОЈ-а, остварење које у себе укључује како објезбјеђење несметаног развитка Црне Горе, као посебне федералне јединице, тако и потпуну демократску гаранцију да се наш народ сутра, ако то жели, може слободно и добровољно ујединити са Србијом или неком другом заједницом… Поставља се даље питање: да ли Црногорство умањује и искључује Српство? Другови, ко није добар Црногорац тај није ни добар Србин… Црногорци и Србијанци су народ једног племена.
Два дана касније на састанку ЦАСНО-а основан је Народноослободилачки фронт Црне Горе и Боке, с циљем да обједини и мобилише све родољубиве снаге Црне Горе и Боке за ослободилачку борбу. Тада је изабран и Главни одбор, а Иван је изабран за потпредседника. Нова ратна офанзива непријатеља на слободну територију Црне Горе одвела је Ивана у Штаб Треће ударне дивизије на Трешњевику, где је на положају, провео неколико дана. Пошто је непријатељ био онемогућен у својој намери, Иван је прешао у Штаб Другог ударног корпуса у манастиру Морача, и ту остао до краја јула. Учествовао је, 2. августа, на збору народа и војске, на Биочу, где се сусрео са бројним Пиперима и неким члановима своје породице. Убрзо потом је позван да се врати на Вис, и из манастира Мораче је, са Радованом Вукановићем и Војом Николићем, пошао за Беране. Са беранског аеродрома су авионом отпутовали за Вис.

### Одлазак у Москву
На Вису је Иван учествовао у формирању законских одредби о одузимању ратне добити, око замене и штампања новца, пописа разорених привредних објеката и др. Путовао је бродом и авионом у Италију, обилазио партизанске базе и посећивао рањенике. Заједно са Врховним командантом НОВ и ПОЈ и председником НКОЈ-а маршалом Јосипом Брозом Титом отпутовао је, 21. септембра 1944. године, преко Крајове и Румуније, за Москву. Ноћу су се, на аеродрому на Вису, у највећој тајности, укрцали на транспортни авион којим су пилотирали совјетски пилоти и, одлетели у правцу Москве.
У Москви су преговарали са највишим совјетским војним и политичким представницима о усклађивању дејства јединица НОВЈ и Црвене армије, чије су борбене колоне већ избијале на источне границе Југославије. У уговору потписаном 28. септембра 1944. године прецизирани су: начин и правци дејства Црвене армије, време задржавања на територији Југославије, као и обавезе Совјетског Савеза да, на име савезничке помоћи, испоручи „сто вагона животних намирница, комплетно наоружање за дванаест пешадијских и две ваздухопловне дивизије, и да припаднике НОВЈ прими у училишта Црвене армије”. На свечаности поводом званичног саопштења Уговора за јавност Иван је, као признање за његове заслуге у борби против фашизма, одликован Орденом Кутузова првог степена, највишим ратним одликовањима за старешине ранга команданта армије. Кратак боравак у Москви био је његов први, дуго прижељкивани, сусрет са земљом Лењина о којој је небројено пута слушао од ујака др. Вукашина Марковића.
На повратку из Русије задржао се у румунском граду Крајови, а одатле се, са генералом Иваном Рукавином, тек постављеним командантом Војне управе за Банат, Бачку и Барању, и групом другова превезао руским авионом до Вршца. У тек ослобођеном Банату, Иван се задржао да би помогао органима власти који су били тек формирани. Учествовао је на народним зборовима у Петровграду, 20. октобра и у Кикинди, 22. октобра. У Петровграду се сусрео са старим другом са робије у Сремској Митровици, Јованом Веселиновим Жарком. На Титов позив, заједно су отишли у Вршац, где се он задржао на путу из Крајове за Београд. На пут у Вршац кренули су возом који је имао само један стари вагон и локомотиву. По доласку упознали су Тита са ситуацијом у Банату.

### Погибија
У понедељак 23. октобра 1944. године, Иван Милутиновић је око 11 часова пре подне стигао возом из Петровграда у Панчево. Одмах по доласку, заједно са мајором Чолановићем је обишао Команду подручја број 3 и потом ручао у Официрском дому. Након ручка, Милутиновић је захтевао од мајора да му омогући да се одмах, првим превозним средством, пребаци у ослобођени Београд. Мајор га је одвраћао од ове намере, саветујући му да сачека до ујутру када ће моћи да се пребаци једним малим моторним чамцем. Незадовољан овим одговором, Милутиновић је у пратњи мајора Чолановића, свог пратиоца Ђуре отишао до пристаништа на Тамишу да се тамо распита око могућности превоза до Београда. Док су они били на пристаништу, низ Тамиш се према Дунаву кретао шлеп Костолац XIV, кога је нешто раније совјетска команда узела од Пете економске базе ради превоза својих трупа у Београд. Шлеп је одмакао на око 500 метара од пристаништа, када је Милутиновић наредио да се заустави, како би се укрцао у њега.
Упркос примедбама мајора Чолановића да ће овим шлепом, са слабом моторном вучом, путовати четири или пет сати, као и да постоји опасност од мина у кориту Дунава од Панчева до Београда, Милутиновић је остао упоран у својој намери. Након заустављања шлепа, заједно са својим пратиоцем Ђуром, упутио се ка бродоградилишту, где се укрцао на шлеп, на коме су били искључиво совјетски официри и војници (изузев посаде брода). Пошто тада није било услова да се на шлеп укрца његов аутомобил, наредио је мајору да првим превозом његов аутомобил и возача пребаци за Београд. Након сат и по пловидбе, шлеп је око 17:30 часова дошао недалеко од Вишњице, где је наишао на плутајућу магнетну мину, коју су Немци поставили приликом евакуације из Београда. Након експлозије, на преполовљеном шлепу, који се тада налазио на осам километара од Београда и око 500 метара од обале, настала је паника и људи су почели да скачу у воду. Милутиновић је са једном даском у рукама скочио у воду, вичући да не зна да плива. У општој пометњи и мраку свако се спасавао како је могао и умео, па је матица Дунава однела Ивана Милутиновића, који се потом утопио. На место несреће је након два сата стигао рибар Димитрије Тодоровић, са Карабурме и својим чамцем почео да сакупља преживеле бродоломнике. Укупно је спасио једанаест совјетских официра и војника и официра, док је у несрећи страдало укупно седморо лица, од чега тројица Југословена.
Сутрадан, 24. октобра мајор Чолановић је добио вест да је шлеп Костолац XIV настрадао, а да се Иван Милутиновић утопио. Преко совјетске команде у Панчеву, он је о овоме одмах обавестио Врховног команданта НОВ и ПОЈ маршала Јосипа Броза Тита. Истог дана биле су формиране две екипе са по четири рибара, стручњака за тражење и проналажење дављеника, које су моторним чамцима Свети Наум и Земун упућене у потрагу за телом Ивана Милутиновића. Четири пуна дана екипе су непрекидно трагале Дунавом од места несреће, па све до границе са Румунијом. Време је било изузетно лоше, дувала је јака кошава, која је стварала таласе који су отежавали трагање. Након двадесет дана од трагедије, 12. новембра 1944. године, тело Ивана Милутиновића је нађено шест километара јужно од Смедерева. Својом рибарском мрежом из Дунава га је извукао познати смедеревски рибар Драгослав Тасић, звани Драга Цалион.

### Сахрана
На вест о смрти Ивана Милутиновића радио-станица „Слободна Југославија” је објавила вест: 23. октобра у мраку страдао је од пловеће мине на сред Дунава, на домак ослобођеног Београда, члан Политбироа Иван Милутиновић. Сви дневни листови су пренели ову вест, а на насловној страни једног од првих послератних издања листа „Политике”, 2. новембра 1944. године написан је некролог генералу Ивану Милутиновићу,
Истог дана када су пронађени, посмртни остаци Ивана Милутиновића су 12. новембра 1944. године пренети у Београд и изложени у Ратничком дому (касније Дом ЈНА). Тог и наредног дана, многи Београђани су у мимоходу пролазили поред његовог одра и одавали му последњу почаст. Сахрана је обаљена сутрадан 13. новембра. Око улаза у Ратнички дом су била распоређена два батаљона припадника Народноослободилачке војске Југославије, а испред улаза се налазила војна музика, док је велика маса народа стајала на тротоару испред дома. У сали Ратничког дома, поред одра прекривеног југословенском заставом, налазили су чланови Иванове породице — супруга Милица, браћа Тодор и Василије, као и његови ратни другови — чланови Врховног штаба: генерал-лајтнанти Александар Ранковић, Милован Ђилас, Сретен Жујовић, Арсо Јовановић, Пеко Дапчевић, Коча Поповић и Саво Оровић; генерал-мајори Светозар Вукмановић Темпо, Раде Хамовић и Љубодраг Ђурић; чланови Председништва АВНОЈ-а: др. Иван Рибар, Моша Пијаде, Марко Вујачић, Димитар Влахов и Родољуб Чолаковић; чланови Председништва АСНО Србије, на челу са Синишом Станковићем. Ту су се налазиле и бројне делегације. Делегацију Црвене армије представљали су генерал-лајтнант Николај Корњејев и генерал-мајор Кисељев, а Владу Бугарске министар Добри Терпешев и генерал-мајор Благоје Иванов. Присуствовали су и чланови Војне мисије САД и Уједињеног Краљевства.
Испред Ратничког дома, у име Врховног штаба НОВ и ПОЈ, чији је био члан, од Ивана Милутиновића, опростио се генерал-мајор Раде Хамовић, а у име Националног комитета ослобођења Југославије повереник за просвету Едвард Коцбек. Након опроштајних говора, посмртна поворка је кренула ка Новом гробљу. На тротоару, дуж читаве Улице краља Александра, којим се кретала поворка налазило се доста грађана. У близини Вуковог споменика, поворка се зауставила и овде су се од Ивана Милутиновића опростили — др Синиша Станковић, у име Антифашистичке скупштине народног ослобођења Србије; Славко Комар у име Централног одбора Уједињеног савеза антифашистичке омладине и Обрен Благојевић у име Црногорске антифашистичке скупштине народног ослобођења. На Новом гробљу од Ивана Милутиновића су се опростили — генерал-лајтнант Александар Ранковић, у име Врховног команданта НОВ и ПОЈ маршала Југославије Јосипа Броза Тита, генерал-лајтант Николај Корњејев у име Црвене армије и генерал-лајтнант Сретен Жујовић Црни, у име Централног комитета КПЈ.
Иван Милутиновић је био првобитно био сахрањен на Новом гробљу, одмах поред Спомен-костурнице бранилаца Београда 1914—1918. Након његове сахране, овде је почело сахрањивање истакнутих личности Народноослободилачког покрета, међу којима су били — Петар Драпшин (1945), Артур Туркулин (1945), Ђуро Бошковић (1945), Велимир Јакић (1946) и др. Како се са овом праксом наставило и у наредном периоду, на овом простору је 1978. године званично формирана Алеја народних хероја. Непуне три године касније, на седму годишњицу војног пуча и обарања Владе Цветковић—Мачек, због приступа Тројном пакту, 27. марта 1948. године, посмртни остаци Ивана Милутиновића су пренети на Калемегдан и заједно са посмртним остацима Иве Лоле Рибара, који су пренети из Јајца, сахрањени у тада подигнутој Гробници народних хероја. Годину дана касније, овде су пренети и сахрањени посмртни остаци револуционара Ђуре Ђаковића, генералног секретара КП Југославије убијеног 1929. године. Након смрти, марта 1957. године, овде је сахрањен револуционар Моша Пијаде.

## Народни херој
Одлуком Председништва Антифашистичког већа народног ослобођења Југославије (АВНОЈ) број 258, а на предлог Врховног команданта Југословенске армије маршала Јосипа Броза Тита за осведочена херојска дела, умешност у командовању и нарочите заслуге у борби за ослобођење наших народа проглашен је за народног хероја 6. јула 1945. године. Истог дана је за народне хероје проглашена и група истакнутих личности Народноослободилачког покрета из Србије — Жикица Јовановић Шпанац, Ђука Динић, Бора Марковић, Мика Митровић и Мирко Томић.
Два месеца касније, 6. септембра 1945. године Антифашистичко веће народног ослобођења Албаније је Ивана Милутиновића прогласило за народног народног хероја Албаније (алб. Heroit Kombëtar). Поред Милутиновића, ово признање је добило још неколико југословенских бораца, међу којима су — Иво Лола Рибар, Емин Дураку и Рамиз Садику. Годину дана раније, 5. септембра 1944. године, Милутиновић је Указом Врховног Президијума СССР-а био одликован Орденом Кутузова првог реда. Истим указом, овим високим совјетским ратним одликовањем за старешине ранга команданта армије, тада су одликовани — генерал-лајтнанти Милован Ђилас, Сретен Жујовић, Арсо Јовановић и Александар Ранковић, као и генерал-мајор Светозар Вукмановић.
У годинама постојања Социјалистичке Федеративне Републике Југославије (СФРЈ), Милутиновић је сврставан у ред истакнутих комунистичких револуционара и народних хероја, па су његово име носиле улице, тргови, основне школе, предузећа, касарне, пионирски одреди, омладинске радне бригаде и др. У знак сећања на њега, град Беране је 21. јула 1949. године понео име Иванград, које је носио све до распада СФРЈ, односно марта 1992. године.
У београдском насељу Вишњицa, недалеко од места његове погибије, налази се основна школа која носи његово име. У дворишту ове школе му је 1969. године подигнута спомен-биста, рад вајара Милана Верговића. Његово име носи и основна школа у Суботици, као и Предузеће за изградњу објеката на водним путевима, основано 1951. године.
На Гробници народних хероја на Калемегдану му је 1948. године подигнута спомен-биста, рад вајара Стевана Боднарова. Његова спомен-биста у Подгорици се налази у парку у близини зграде Скупштине Црне Горе.
Лик Ивана Милутиновића се појављује у историјским тв серијама редитеља Саве Мрмка — Дани АВНОЈ-а из 1983, Одлазак ратника, повратак маршала и Мисија мајора Атертона из 1986. године, где га је тумачио глумац Момо Пичурић.

## Галерија
- Спомен-табла Ивану Милутиновићу у улици Књегиње Зорке (бивша Ивана Милутиновића) у Београду
- Партизанска споменица 1941.
- Орден Кутузова првог реда